# Illinois Terminal Railroad
L'Illinois Terminal Railroad (sigle de l'AAR:ITC) était un  chemin de fer de classe I; connu sous le nom d'Illinois Traction System (ITR) jusqu'en 1937, c'était un chemin de fer électrifié interurbain très actif, dont le service voyageur et marchandise s'exerça dans le centre et le sud de l'État de l'Illinois de 1896 à 1982. Lors de la Dépression, l'Illinois Traction System connut une crise financière qui l'obligea à se réorganiser sous le nom d'Illinois Terminal Railroad; ce nom fut adopté car il était représentatif du rôle d'interconnexion qu'il jouait avec d'autres chemins de fer à vapeur dans les gares terminus de Peoria, Illinois, Danville, et St. Louis. Le service voyageur interurbain diminua progressivement et s'arrêta en 1956. L'activité fret se poursuivit mais fut handicapée par l'étroitesse des rues de certaines villes obligeant l'adoption de courbes serrées. En 1986, l'ITR fut absorbé par un consortium de chemins de fer d'interconnexion.

## Les origines
L'investisseur William B. McKinley commença par racheter la compagnie interurbaine de Champaign-Urbana, Illinois en 1890. En 1901, William B. McKinley commença l'édification de son empire en développant le Danville, Paxton and Northern. Cette ligne reliait les mines de charbon situées au sud de Danville à sa centrale thermique de Danville. 

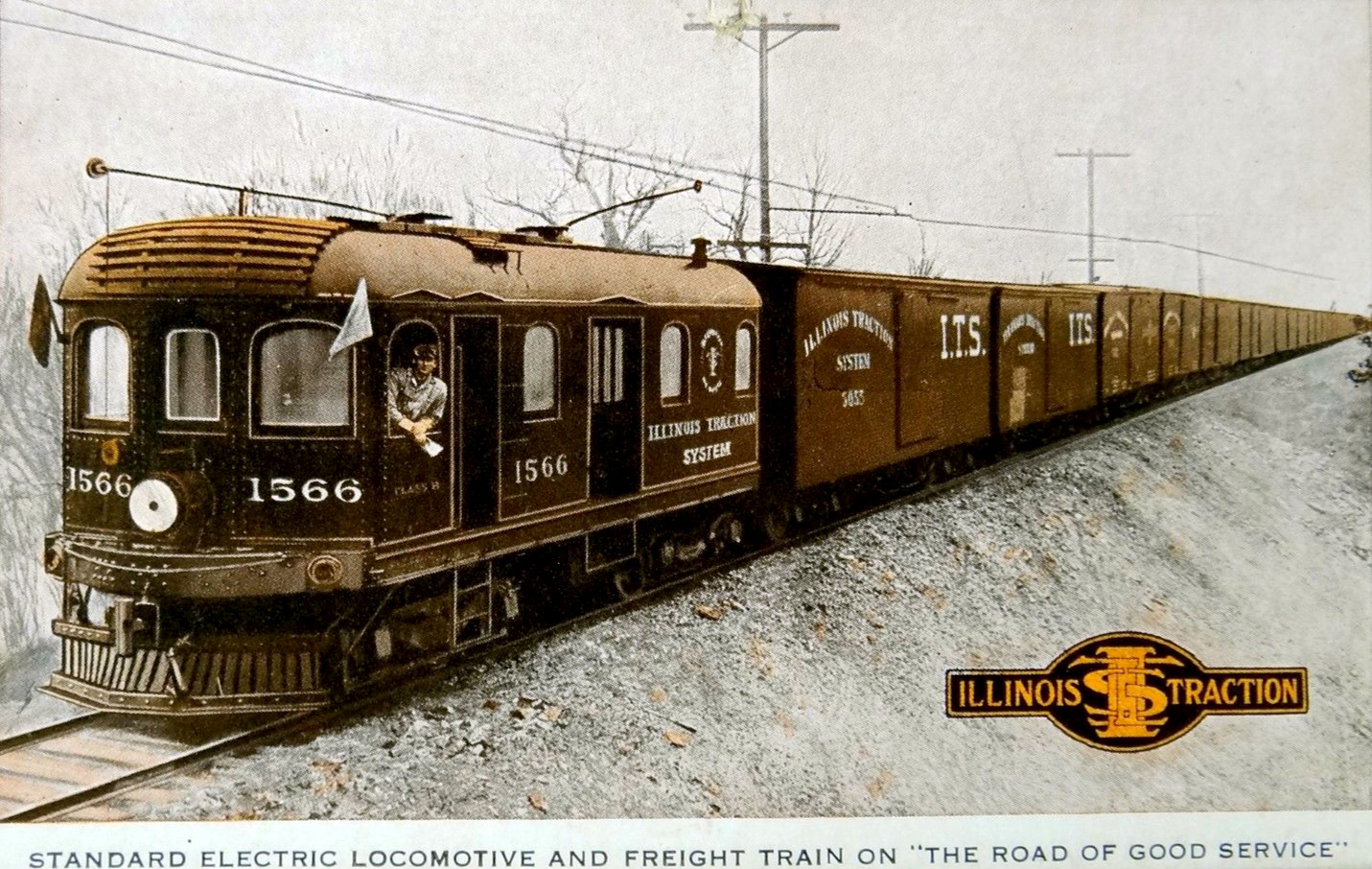
Train de marchandises du Illinois Traction, avec locomotive de traction électrique, environ 1910

En 1904,  William B. McKinley décida de créer l'Illinois Traction Company pour y regrouper ses différentes centrales électriques situées dans le centre de l'Illinois à  Danville, Champaign, Urbana, et Decatur. Au cours des 15 années qui suivirent, l'Illinois Traction Compny se développa au nord comme au sud en faisant l'acquisition de réseaux de distributions dans les Comtés de Bloomington, Normal, Jacksonville, Galesburg, LaSalle, Cairo, et Madison.
Puis McKinley développa son réseau vers l'ouest en reliant les villes de Champaign, Decatur, Bloomington, Peoria, Illinois, Springfield, Staunton, ainsi que l'important pôle commercial constitué par St. Louis, Missouri au sud-ouest. Cette ville fut atteinte en 1910 grâce à l'achèvement du magnifique McKinley Bridge sur le fleuve Mississippi. La compagnie fit également l'acquisition de plusieurs voies ferrées électrifiées, dont certaines allaient au-delà de Peoria, Illinois, de Springfield, et à l'est de St Louis.

## L'Illinois Traction System: 1911?-1937

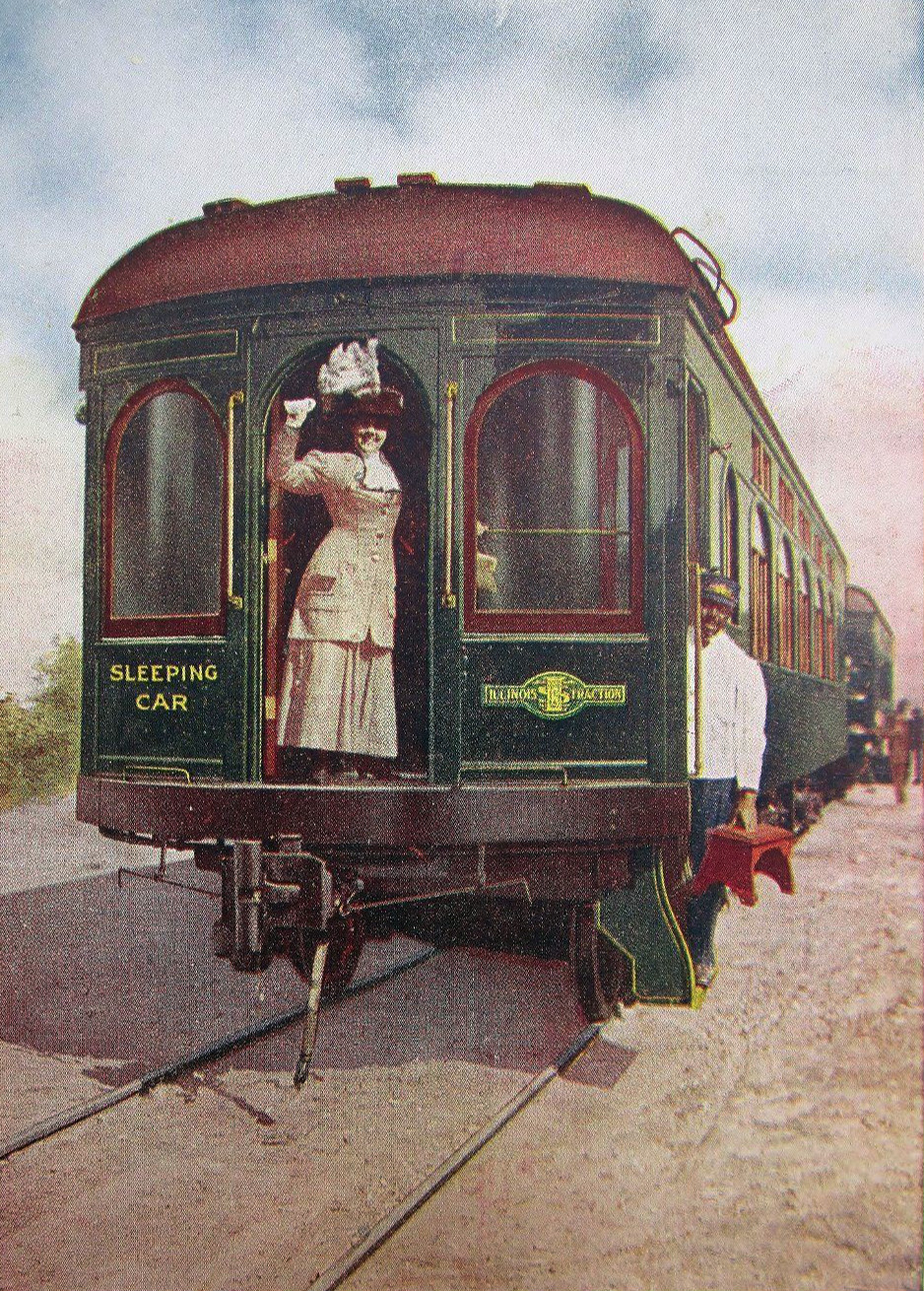
Voiture-lits du Illinois Traction, 1911

En 1911, l'Illinois Traction Company décida de relier ses différentes lignes entre elles, et de confier ce réseau à sa nouvelle filiale ferroviaire baptisée Illinois Traction System (ITS).
L'Illinois Traction System fut le premier chemin de fer électrifié à avoir un service de wagons-lits. Le développement du service marchandise fut assuré par la construction d'embranchements industriels et par l'augmentation de la flotte des wagons. 

### Le dynamisme de l'Illinois Power and Light Company
En 1923, l'Illinois Traction Company, maison mère de l'ITS, fut consolidée avec d'autres centrales électriques pour constituer l'Illinois Power and Light Corporation (IP&L), dont McKinley hérita du poste de président du conseil. Grâce à la nouvelle puissance de sa maison mère (IP&L), l'Illinois Traction System put racheter des compagnies de chemin de fer à vapeur situées dans le triangle industriel délimité par Alton, Edwardsville et St. Louis. Ainsi dès 1925,  l'IP&L fit l'acquisition du St. Louis, Troy and Eastern Railroad Company, et du St. Louis and Illinois Belt Railway. Au cours des 7 années qui suivirent, l'IP&L prit aussi le contrôle de l'Illinois Terminal Company, de l'Alton and Eastern Railroad Company, et du Central Terminal Company of St. Louis.  La complémentarité de la traction à vapeur et de la traction électrique, associée à un réseau qui reliait 2 grands pôles commerciaux (Peoria, Illinois et St. Louis) permit à la compagnie de survivre à la Grande Dépression de 1929. 
À son apogée, l'Illinois Traction System (ITS) assurait un service voyageurs dans le centre et le sud de l'Illinois sur un réseau électrifié de 900 km. Le réseau, en forme de Y, avait sa ligne principale qui reliait St. Louis à Springfield; de là, un embranchement partait vers Peoria, Illinois au nord-ouest, et un autre vers Danville à l'est. De plus, dans beaucoup de villes, l'ITS possédait des correspondances avec ses lignes locales de trolley, ce qui permettait de desservir une population plus vaste. En 1928, l'ITS racheta la ligne interurbaine Edwardsville-Alton située au nord-est de St. Louis, et constituant le tronçon le plus ancien du réseau. Pour la traversée de certaines villes, les voies de l'ITS étaient installées à même les routes, ce qui impliquait des virages serrés. Son service de marchandises devait utiliser des trains courts avec des wagons adaptés. Pour éliminer ce problème dans certaines villes, de nouvelles voies furent construites pour le fret. Ce fut le cas pour Springfield. Un exemple de ligne urbaine pour voyageurs et marchandises se trouvait à Morton, juste au sud de Peoria, Illinois. L'ITS finit par avoir le réseau interurbain le plus vaste du pays. 
En 1930, la compagnie pouvait s'enorgueillir d'avoir un pont sur le Mississippi (McKinley Bridge) permettant d'arriver au cœur de St. Louis, ainsi qu'une ligne aérienne qui desservait ce centre-ville ainsi que sa gare centrale.

### Les conséquences de la création de l'Illinois Iowa Power Company
La Grande Dépression qui survint en octobre 1929 n'affecta pas immédiatement l'IP&L. Mais en 1931, les ventes de kilowattS-heures s'effondrèrent et la compagnie arrêta de distribuer des dividendes. En 1935, le vote de la loi Public Utility Holding Company Act, imposa à la compagnie de profondes modifications. En 1936, elle se réorganisa sous le nom de Illinois Iowa Power Company, et l'année suivante elle se sépara de son activité ferroviaire qui adopta le nom de Illinois Terminal Railroad.

## L'Illinois Terminal Railroad: 1937-1982
Avec l'essor des autoroutes et des voitures particulières, le service voyageur diminua et les lignes les moins rentables furent supprimées. Dès les années 1930, l'ITS dut se séparer de bon nombre de ses trolley urbains. Une reprise eut lieu lors de la Seconde Guerre mondiale avec la raréfaction des pneumatiques et de l'essence.
Le 14 décembre 1945, la compagnie se sépara totalement de sa maison mère.

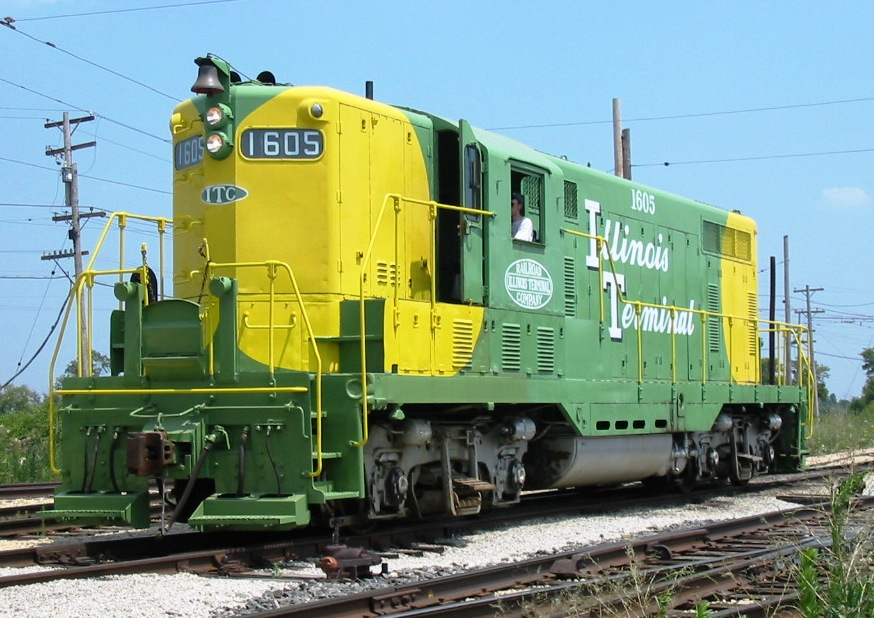
Locomotive préservée du Illinois Terminal en 2005

Durant une vingtaine d'années, il continua d'assurer son service voyageur en utilisant toujours la traction électrique. Des contrats avec les postes des États-Unis contribuèrent à fournir des revenus. Au cours des années 1950, avec la domination finale de l'automobile, le service voyageur de l'IT devenait déficitaire, même après avoir acheté 2 nouvelles rames streamliners à traction électrique auprès de la  St.Louis Car Company. Elles étaient capables de vitesses décentes sur le réseau campagnard bien entretenu de l'IT, mais devaient ralentir dans les nombreuses villes pour négocier les virages serrés. La vélocité de ces rames ne pouvait pas être totalement exploitée. Le service voyageur continua de décliner et finit par disparaître le 3 mars 1956.
Concernant le service marchandise, l'IT remplaça ses locomotives à vapeur par des diesels Alco S-2 et RS-1 en 1950. Mais pour ses nombreuses lignes électrifiées, l'IT se trouvait face à un dilemme à propos de la traction diesel meilleur marché. En 1954, il remisa ses locomotives électriques pour les remplacer par un parc éclectique composé de  diesels Alco S2 et RS1, et d'EMD SW8, GP7, F7, et SW1200. 
Comme l'IT avait des voies en bon état et que la ligne avait des clients pour le fret, il fut racheté le 15 juin 1956 par un consortium composé des 11 compagnies suivantes :
- Baltimore and Ohio Railroad (B&O)
- Chicago and Eastern Illinois Railroad (C&EI)
- Chicago, Rock Island and Pacific Railroad (Rock Island or CRI&P)
- Chicago, Burlington and Quincy Railroad (CB&Q)
- St. Louis-San Francisco Railway (ou Frisco)   (or SLSF)
- Gulf, Mobile and Ohio Railroad (GM&O)
- Illinois Central Railroad (IC)
- Litchfield and Madison Railroad (L&M)
- New York Central Railroad (NYC)
- New York, Chicago and St. Louis Railroad (Nickel Plate), filiale du N&W
- Wabash Railroad, filiale du N&W.

Après l'avoir rebaptisé Illinois Terminal Railroad Company, ils continuèrent collectivement d'exploiter la compagnie pour le transport de marchandises mais en traction diesel. L'Illinois Terminal Railroad déposa ses lignes électriques et abandonna une bonne partie de son réseau, particulièrement les lignes traversant les villes et villages. À certains endroits, les voies de l'IT étaient reliées à d'autres lignes adjacentes pour fournir des routes optionnelles.  Durant 25 ans, de 1956 à 1981, les 9 compagnies de classe 1 continuèrent d'exploiter l'IT sur un réseau réduit au nord et à l'est de St. Louis. 
L'IT continua sa descente aux enfers pour se retrouver en 1968 en quasi banqueroute.
L'arrivée de E. B. Wilson à la présidence, permit d'apporter un nouveau souffle à la compagnie qui adopta un nouveau slogan “Road of Personalized Services”. À la fin des années 1960, pour faire face à la demande croissante de transport de fret, l'IT acheta les plus puissantes locomotives diesels de sa flotte: des EMD SD39s, SW1500 et GP38-2s. Pour marquer le renouveau,  une nouvelle livrée jaune et rouge fit son apparition. L'IT fit l'acquisition d'une nouvelle route entre Peoria, Illinois et Decatur, et introduisit des rails soudés pour son corridor entre East St Louis et Alton. La croissance fut vertigineuse. Malheureusement la compagnie perdit son président qui avait une mauvaise santé. Dans une époque riche en banqueroutes et en fusions géantes, l'IT avec son maigre réseau n'avait pas d'avenir.
Le 1er septembre 1981, le Norfolk and Western Railway racheta les parts de ses partenaires dans l'IT, et le fusionna officiellement le 8 mai 1982.

## Les trains de voyageurs notables de l'IT
- Capitol Limited: (St. Louis - Peoria, Illinois)
- City of Decatur: (St. Louis - Decatur)
- Fort Crevecoeur: (St. Louis - Peoria, Illinois)
- Illini: (St. Louis - Champaign)
- Illmo Limited: (St. Louis - Peoria, Illinois)
- Mound City: (St. Louis - Peoria, Illinois)
- Owl: (St. Louis - Peoria, Illinois)
- Peoria Flyer: (St. Louis - Peoria, Illinois)
- St. Louis Flyer: (Peoria, Illinois - St. Louis)
- Sangamon: (St. Louis - Peoria, Illinois)

## Les locomotives préservées

### American Locomotive Company (Alco)
- Alco RS1 #753: préservée par le Danbury Railroad Museum sous le nom  New Haven #0673.

### Electro-Motive Division (EMD)
- EMD GP7 #1605: préservée par le Illinois Railway Museum sous le nom  IT #1605.

### Locomotives électriques
- Class C Boxcab (2-B+B-2) #1595: préservée par le Illinois Railway Museum sous le nom  IT #1595.
- Class B Boxcab (B+B) #1565: préservée par le Illinois Railway Museum sous le nom  IT #1565.
- Class B Boxcab (B+B) #1575: préservée par le Museum of Transportation in St. Louis sous le nom  IT #1575.
- Trolley Car #415: préservée par le Illinois Railway Museum sous le nom  IT #415.
- Trolley Car #451: préservée par le Connecticut Trolley Museum sous le nom  IT #451.

## Les vestiges de l'Illinois Traction Company

### Les voies ferrées
Le pont McKinley Bridge sur le fleuve Mississippi, construit en 1910 pour faire passer les trolley de l'ITS vers St. Louis, a survécu jusqu'à nos jours. Actuellement[Quand ?] une partie de son réseau interurbain est toujours utilisée par le Norfolk Southern Railway pour son service fret. Certaines sections de l'ITC avec ses lignes afférentes sont devenues des pistes cyclables, comme au sud de Springfield.  

### Les centrales électriques
Les centrales électriques de l'Illinois Traction System, vendaient aussi de l'électricité à des usagers dans de nombreuses villes et villages desservis par le chemin de fer. Dans les années 1930, l'activité ferroviaire et l'activité électrique furent séparées. C'est ainsi que fut créé l'Illinois Power and Light Company (IP&L); ce dernier fournissait de l'électricité à une bonne partie du centre et du sud de l'Illinois. Il fut racheté par Ameren puis consolidé au sein la maison mère en 2004.